# Offensive Records
Offensive Records is een Nederlands platenlabel dat zich richt op hardcore. Het label is onderdeel van het label Rige Records, en werd in 2001 opgericht door Paul Elstak.

## Artiesten
- Accelarator
- The Beatkrusher
- Dione
- Distortion
- Firestone
- The Headbanger
- The Hitmen
- J.D.A.
- Mainframe
- Panic
- Paul Elstak
- Radiate
- MC Ruffian
- The Stunned Guys
- Tommyknocker
- MC Whiplash